# Erwin Voit
Erwin Voit (Monaco di Baviera, 16 dicembre 1852 – Monaco di Baviera, 15 giugno 1932) è stato un medico e fisiologo tedesco.

## Biografia
Dopo aver compiuto gli studi in medicina a Monaco e a Lipsia, si abilitò nel 1886 e divenne, nel 1888 docente di fisiologia presso la Zentral-Tierarzneischule di Monaco e nel 1914 professore di fisiologia animale presso l'Università di Monaco.
Membro dell'Accademia bavarese delle scienze e dell'Accademia Cesarea Leopoldina, dal 1908 fu redattore presso la rivista scientifica tedesca Biologie.
Tra le opere più importanti, sono ricordate Die Fettbildung aus Kohlehydrate del 1901, Die Messung und Berechnung der Oberfläche von Mensch und Tier e Über die Größe der Erneuerung der Horngebilde beim Menschen, entrambi del 1930.